# وسترن (نبراسكا)
وسترن (بالإنجليزية: Western, Nebraska)‏ هي منطقة سكنية تقع في الولايات المتحدة في مقاطعة سالين، نبراسكا. يقدر عدد سكانها بـ 235 نسمة ومساحتها 1.27 كم2 وترتفع عن سطح البحر 455 متر.

## التركيبة السكانية
قام مكتب تعداد الولايات المتحدة بتحديد بيانات التركيبة السكانية لوسترن في تعداد الولايات المتحدة. في ما يلي، التركيبة السكانية حسب تعدادي 2000 و2010.

### تعداد عام 2000
بلغ عدد سكان وسترن 287 نسمة بحسب تعداد عام 2000، وبلغ عدد الأسر 128 أسرة وعدد العائلات 86 عائلة مقيمة في القرية. في حين سجلت الكثافة السكانية 644.2 نسمة لكل ميل مربع (248.7/كم2). وبلغ عدد الوحدات السكنية 151 وحدة بمتوسط كثافة قدره 338.9 نسمة لكل ميل مربع (130.9/كم2).
وتوزع التركيب العرقي للقرية بنسبة 97.91% من البيض و 0.70% من الأمريكيين الأصليين و 1.39% من عرقين مختلطين أو أكثر.
بلغ عدد الأسر 128 أسرة كانت نسبة 24.2% منها لديها أطفال تحت سن الثامنة عشر تعيش معهم، وبلغت نسبة الأزواج القاطنين مع بعضهم البعض 59.4% من أصل المجموع الكلي للأسر، ونسبة 3.9% من الأسر كان لديها معيلات من الإناث دون وجود شريك، وكانت نسبة 32.8% من غير العائلات. تألفت نسبة 28.1% من أصل جميع الأسر من أفراد ونسبة 18.0% كانوا يعيش معهم شخص وحيد يبلغ من العمر 65 عاماً فما فوق. وبلغ متوسط حجم الأسرة المعيشية 2.73، أما متوسط حجم العائلات فبلغ 2.24.
بلغ العمر الوسطي للسكان 44 عاماً. وكانت نسبة 21.3% من القاطنين تحت سن الثامنة عشر، وكانت نسبة 6.3% بين الثامنة عشر والأربعة وعشرون عاماً، ونسبة 23.0% كانت واقعةً في الفئة العمرية ما بين الخامسة والعشرون حتى والأربعة وأربعون عاماً، ونسبة 19.9% كانت ما بين الخامسة والأربعون حتى الرابعة والستون، ونسبة 29.6% كانت ضمن فئة الخامسة والستون عاماً فما فوق.
بلغ متوسط دخل الأسرة في القرية 31,750 دولار، أما متوسط دخل العائلة فبلغ 41,250 دولار. وكان متوسط دخل الذكور 26,250 دولار مقابل 20,804 دولار للإناث. وسجل دخل الفرد الخاص بالقرية 16,175 دولار.

### تعداد عام 2010
بلغ عدد سكان وسترن 235 نسمة بحسب تعداد عام 2010، وبلغ عدد الأسر 111 أسرة وعدد العائلات 69 عائلة مقيمة في القرية. في حين سجلت الكثافة السكانية 479.6 نسمة لكل ميل مربع (185.2/كم2). وبلغ عدد الوحدات السكنية 140 وحدة بمتوسط كثافة قدره 285.7 لكل ميل مربع (110.3/كم2).
وتوزع التركيب العرقي للقرية بنسبة 94.9% من البيض و 1.3% من الأمريكيين ذوي الأصول الآسيوية.
بلغ عدد الأسر 111 أسرة كانت نسبة 20.7% منها لديها أطفال تحت سن الثامنة عشر تعيش معهم، وبلغت نسبة الأزواج القاطنين مع بعضهم البعض 53.2% من أصل المجموع الكلي للأسر، ونسبة 6.3% من الأسر كان لديها معيلات من الإناث دون وجود شريك، بينما كانت نسبة 2.7% من الأسر لديها معيلون من الذكور دون وجود شريكة وكانت نسبة 37.8% من غير العائلات. تألفت نسبة 32.4% من أصل جميع الأسر من أفراد ونسبة 13.5% كانوا يعيش معهم شخص وحيد يبلغ من العمر 65 عاماً فما فوق. وبلغ متوسط حجم الأسرة المعيشية 2.68، أما متوسط حجم العائلات فبلغ 2.12.
بلغ العمر الوسطي للسكان 50.5 عاماً. وكانت نسبة 18.7% من القاطنين تحت سن الثامنة عشر، وكانت نسبة 3.9% بين الثامنة عشر والأربعة وعشرون عاماً، ونسبة 20.1% كانت واقعةً في الفئة العمرية ما بين الخامسة والعشرون حتى والأربعة وأربعون عاماً، ونسبة 36.2% كانت ما بين الخامسة والأربعون حتى الرابعة والستون، ونسبة 21.3% كانت ضمن فئة الخامسة والستون عاماً فما فوق. وتوزع التركيب الجنسي للسكان بنسبة 48.1% ذكور و51.9% إناث.